# Juno Award/Rock Album of the Year
Der Juno Award für das Rock Album of the Year wird seit 1991 von der Canadian Academy of Recording Arts and Sciences vergeben. Er zeichnet das beste Rock-Album des Jahres aus Kanada aus. Der Award wurde unter verschiedenen anderen Bezeichnungen verliehen und 1991 als Best Hard Rock/Metal Album eingeführt.

## Übersicht

### Best Hard Rock/Metal Album (1991)
| Jahr | Sieger | Album  | Nominierungen                                                                                             | Ref. |
| ---- | ------ | ------ | --- | ---- |
| 1991 | Rush   | Presto | - Lee Aaron – Bodyrock - Andy Curran – Andy Curran - Killer Dwarfs – Dirty Weapons - Voivod – Nothingface |      |

### Hard Rock Album of the Year (1992–1993)
| Jahr | Sieger     | Album           | Nominierungen | Ref. |
| ---- | ---------- | --------------- | --- | ---- |
| 1992 | Rush       | Roll the Bones  | - Lee Aaron – Some Girls Do - Big House – Big House - Brighton Rock – Love Machine - Chrissy Steele – Magnet to Steele |      |
| 1993 | Slik Toxik | Doin' the Nasty | - Killer Dwarfs – Method to the Madness - Sven Gali – Sven Gali - Triumph – Edge of Excess - Voivod – Angel Rat        |      |

### Best Hard Rock Album (1994–1995)
| Jahr | Sieger                 | Album        | Nominierungen | Ref. |
| ---- | ---------------------- | ------------ | --- | ---- |
| 1994 | I Mother Earth         | Dig          | - Doughboys – Crush - Rush – Counterparts - The Tea Party – Splendor Solis - Wild T and the Spirit – Givin Blood |      |
| 1995 | Monster Voodoo Machine | Suffersystem | - Econoline Crush – Purge - Front Line Assembly – Millennium - Malhavoc – Get Down - Varga – Prototype           |      |

### Best Rock Album (1996)
| Year | Performing artist(s) | Work               | Nominees | Ref. |
| ---- | -------------------- | ------------------ | --- | ---- |
| 1996 | Alanis Morissette    | Jagged Little Pill | - Headstones – Teeth and Tissue - Odds – Good Weird Feeling - The Tea Party – The Edges of Twilight - Neil Young – Mirror Ball |      |

### North Star Rock Album of the Year (1997)
| Jahr | Sieger             | Album                   | Nominierungen | Ref. |
| ---- | ------------------ | ----------------------- | --- | ---- |
| 1997 | The Tragically Hip | Trouble at the Henhouse | - Big Sugar – Hemi-Vision - I Mother Earth – Scenery and Fish - Rush – Test for Echo - The Watchmen – Brand New Day |      |

### Blockbuster Rock Album of the Year (1998)
| Jahr | Sieger         | Album  | Nominierungen | Ref. |
| ---- | -------------- | ------ | --- | ---- |
| 1998 | Our Lady Peace | Clumsy | - Econoline Crush – The Devil You Know - Headstones – Smile and Wave - Moist – Creature - The Tea Party – Transmission |      |

### Best Rock Album (1999–2002)
| Jahr | Sieger             | Album              | Nominierungen | Ref. |
| ---- | ------------------ | ------------------ | --- | ---- |
| 1999 | The Tragically Hip | Phantom Power      | - 54-40 – Since When - Matthew Good Band – Underdogs - Sloan – Navy Blues - The Watchmen – Silent Radar                                                        |      |
| 2000 | Matthew Good Band  | Beautiful Midnight | - Edwin – Another Spin Around the Sun - Moist – Mercedes 5 and Dime - Our Lady Peace – Happiness...Is Not a Fish That You Can Catch - The Tea Party – Triptych |      |
| 2001 | The Tragically Hip | Music @ Work       | - 54-40 – Casual Viewin‘ - Finger Eleven – The Greyest of Blue Skies - Treble Charger – Wide Awake Bored - Wide Mouth Mason – Stew                             |      |
| 2002 | Nickelback         | Silver Side Up     | - Bif Naked – Purge - Big Sugar – Brothers and Sisters, Are You Ready? - Sloan – Pretty Together - Sum 41 – All Killer No Filler                               |      |

### Rock Album of the Year (seit 2003)
| Jahr | Sieger                | Album                                             | Nominierungen | Ref.   |
| ---- | --------------------- | ------------------------------------------------- | --- | ------ |
| 2003 | Our Lady Peace        | Gravity                                           | - Danko Jones – Born a Lion - The Tea Party – The Interzone Mantras - Treble Charger – Detox - Wide Mouth Mason – Rained Out Parade                           |        |
| 2004 | Sam Roberts           | We Were Born in a Flame                           | - Billy Talent – Billy Talent - Danko Jones – We Sweat Blood - Nickelback – The Long Road - Sum 41 – Does This Look Infected?                                 |        |
| 2005 | Sum 41                | Chuck                                             | - Default – Elocation - Thornley – Come Again - The Tea Party – Seven Circles - The Tragically Hip – In Between Evolution                                     |        |
| 2006 | Nickelback            | All the Right Reasons                             | - Hedley – Hedley - Jonas – Jonas - Our Lady Peace – Healthy in Paranoid Times - Theory of a Deadman – Gasoline                                               |        |
| 2007 | Billy Talent          | Billy Talent II                                   | - Mobile – Tomorrow Starts Today - Sam Roberts – Chemical City - Sloan – Never Hear the End of It - The Tragically Hip – World Container                      |        |
| 2008 | Finger Eleven         | Them vs. You vs. Me                               | - Matthew Good – Hospital Music - Pride Tiger – The Lucky Ones - The Saint Alvia Cartel – The Saint Alvia Cartel - Sum 41 – Underclass Hero                   | [ 2 ]  |
| 2009 | Sam Roberts           | Love at the End of the World                      | - Matt Mays & El Torpedo – Terminal Romance - Protest the Hero – Fortress - Sloan – Parallel Play - The Trews – No Time for Later                             |        |
| 2010 | Billy Talent          | Billy Talent III                                  | - Alexisonfire – Old Crows/Young Cardinals - Nickelback – Dark Horse - Three Days Grace – Life Starts Now - The Tragically Hip – We Are the Same              | [ 3 ]  |
| 2011 | Matthew Good          | Vancouver                                         | - Cancer Bats – Bears, Mayors, Scraps & Bones - Die Mannequin – Fino + Bleed - Finger Eleven – Life Turns Electric - Hail the Villain – Population: Declining | [ 4 ]  |
| 2012 | The Sheepdogs         | Learn & Burn                                      | - Arkells – Michigan Left - Matthew Good – Lights of Endangered Species - Sam Roberts – Collider - Sloan – The Double Cross                                   | [ 5 ]  |
| 2013 | Rush                  | Clockwork Angels                                  | - Big Wreck – Albatross - Billy Talent – Dead Silence - The Sheepdogs – The Sheepdogs - The Tragically Hip – Now for Plan A                                   | [ 6 ]  |
| 2014 | Matt Mays             | Coyote                                            | - Headstones – Love + Fury - Matthew Good – Arrows of Desire - Monster Truck – Furiosity - Three Days Grace – Transit of Venus                                | [ 7 ]  |
| 2015 | Arkells               | High Noon                                         | - Big Wreck – Ghosts - Sam Roberts Band – Lo-Fantasy - The Glorious Sons – The Union - Your Favorite Enemies – Between Illness and Migration                  | [ 8 ]  |
| 2016 | Death from Above 1979 | The Physical World                                | - Bryan Adams – Get Up - Matthew Good – Chaotic Neutral - Nickelback – No Fixed Address - The Sheepdogs – Future Nostalgia                                    | [ 9 ]  |
| 2017 | The Tragically Hip    | Man Machine Poem                                  | - Arkells – Morning Report - Billy Talent – Afraid of Heights - Monster Truck – Sittin' Heavy - Sam Roberts Band – Terraform                                  | [ 10 ] |
| 2018 | The Glorious Sons     | Young Beauties and Fools                          | - Big Wreck – Grace Street - Death from Above – Outrage! Is Now - Nickelback – Feed the Machine - Theory – Wake Up Call                                       |        |
| 2019 | Arkells               | Rally Cry                                         | - Monster Truck – True Rockers - The Sheepdogs – Changing Colours - The Trews – Civilianaires - Three Days Grace – Outsider                                   |        |
| 2020 | The Glorious Sons     | A War on Everything                               | - Big Wreck – ..But for the Sun - The Dirty Nil – Master Volume - Headstones – Peopleskills - Sum 41 – Order in Decline                                       | [ 11 ] |
| 2021 | JJ Wilde              | Ruthless                                          | - Crown Lands – Crown Lands - Neil Young & Crazy Horse – Colorado - Sam Roberts – All of Us - Silverstein – A Beautiful Place to Drown                        |        |
| 2022 | The Beaches           | Sisters Not Twins (The Professional Lovers Album) | - Arkells – Blink Once - Black Pistol Fire – Look Alive - Blue Stones – Hidden Gems - The Dirty Nil – Fuck Art                                                |        |
| 2023 | Alexisonfire          | Otherness                                         | - Billy Talent – Crisis of Faith - Nickelback – Get Rollin’ - The Sheepdogs – Outta Sight - Three Days Grace – Explosions                                     |        |